# Sipán
Sipán is een woonkern (pueblo) in het distrito Saña van de Chiclayo-provincia in de regio Lambayeque van Peru, gelegen op ongeveer 35 kilometer ten zuidoosten van Chiclayo.
Nabij het dorp werden in 1987 archeologische opgravingen verricht onder leiding van de Peruviaanse antropoloog Walter Alva, die een aantal graven uit de Mochecultuur wist bloot te leggen. De belangrijkste vondst was de graftombe van "El Señor de Sipán" (Heer van Sipán). Omdat het hoofdgraf intact werd aangetroffen en niet is bezocht door dieven wordt deze opgraving ook wel gezien als een van de belangrijkste archeologische opgravingen van de laatste decennia. Op de plek werden veel huaca (wak'a) aangetroffen met Moche-juwelen, maskers en kunstvoorwerpen. In totaal werden er 14 vorstelijke tombes gevonden, waaronder die van El Señor de Sipán en El Señor Viejo de Sipán.
Uit de opgravingen is afgeleid dat Sipán een van de twee belangrijkste plekken vormde, vanwaaruit de Moches hun cultuur over het gebied verbreidden. Sipán was waarschijnlijk een belangrijke stad tussen 100 en 700 na Chr.

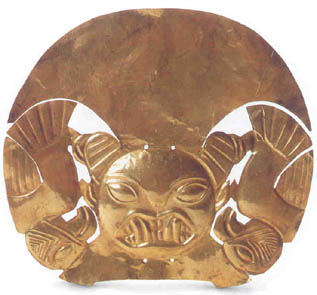
Moche hoofdtooi-condor (Collectie van het Larcomuseum in Lima)